# Corallimorpharia
A Corallimorpharia a virágállatok (Anthozoa) osztályába és a hatosztatú virágállatok (Hexacorallia) alosztályába tartozó rend.

## Rendszerezés
A rendbe az alábbi 4 család tartozik:
- Corallimorphidae Hertwig, 1882
- Discosomidae Verrill, 1869
- Ricordeidae Watzl, 1922
- Sideractinidae Danielssen, 1890